# 2024년 NBA 드래프트
2024년 NBA 드래프트(2024 NBA draft)는 전미 농구 협회(National Basketball Association)의 연례 드래프트 중 78번째 버전이었다. 최근 몇 년과 달리 2024년 드래프트는 이틀 밤에 걸쳐 진행됐다. 이는 드래프트가 2라운드로 단축된 이후 여러 밤에 걸쳐 개최된 최초의 NBA 드래프트였으며, 초기 드래프트는 1989년 현재 형식이 데뷔하기 전에 적게는 3개, 많게는 7개 라운드로 구성되었다.
드래프트 1라운드는 2024년 6월 26일 뉴욕 브루클린 바클레이스 센터에서 열렸고, 2라운드는 6월 27일 맨해튼 ESPN 시포트 디스트릭트 스튜디오에서 열렸다. 2라운드 픽 사이의 시간도 2분에서 4분으로 확대된다. 3년 연속 드래프트는 일반적인 60픽 대신 58픽으로 구성된다. 이번에는 FA 기간 동안 NBA의 탬퍼링 규칙을 위반하여 필라델피아 세븐티식서스와 피닉스 선스가 모두 2라운드 픽을 잃었기 때문이다.